# Alaaddin Terro
Ala ad-Din Chodr Terro (ur. 5 listopada 1953 w Bardży) – polityk libański, sunnita, związany od 1975 r. z Socjalistyczną Partią Postępu. Od 1992 r. jest deputowanym do libańskiego parlamentu z okręgu Asz-Szuf. 13 czerwca 2011 r. został mianowany ministrem do spraw uchodźców w rządzie Nadżiba Mikatiego.